# Кокарда
Кокарда е вид инсигния – малък знак от метал, кожа или плат с националните цветове, поставян отпред на шапката от военни и други лица (може да се закрепи и на рамото, бедрото и други части на тялото)
Кокардата представлява лента (или розетка от различни ленти) с един или няколко цвята, кръгла или овална емблема, ушита или щампована, често снабдена с допълнителни символи. Цветовете и символиката на кокардата обозначават принадлежност към дадена държава, род войски, вид въоръжени сили или политическа партия (фракция). Като правило, в много държави правят различие между кокарда (cockade), представяща цветовете на националния флаг или вида въоръжени сили, и емблема на фуражката (cap badge), изобразяваща герб, символ на рода войски и т.н.

## История
Като аксесоар към облеклото кокардата възниква в Западна Европа през XVIII век. Тази мода, както и самият термин се появява във Франция, макар че още преди това унгарските леки кавалеристи а украсявали шапките си с подобен аксесоар. Френските кокарди са първоначално от хартия и с различни цветове, но от 1767 г. стават бели – цвета на Бурбонската династия и се носят само в пехотата. По време на Великата френска революция по предложение на маркиз дьо Лафайет, към белия цвят са прибавени син и червен – цветовете на революционен Париж. Впоследствие тези цветове стават национални цветове на Франция, а бяло-синьо-червена розетка на шапката е първата национална кокарда.
В царска Русия също се възприема носенето на кокарда на шапките на официалните униформи.